# Endoskopische transthorakale Sympathektomie
Unter der endoskopischen transthorakalen Sympathektomie (ETS) versteht man die operative Durchtrennung von einzelnen Ganglien des sympathischen Nervensystems (Sympathektomie) mittels Endoskopie zur Behandlung von übermäßigem Schwitzen (Hyperhidrosis) oder bestimmter peripherer Durchblutungsstörungen.

## Indikation
Die ETS gilt heute als Erfolg versprechende Behandlungsmethode bei Hyperhidrosis etwa der Achseln, der Hände oder des Gesichts. Es gibt jedoch auch kritische Stimmen, vor allem in Anbetracht der möglichen Komplikationen, die diese operative Lösung nur als letzten Weg empfehlen. Die Leitungswasseriontophorese ist genau so erfolgreich; erfordert aber lebenslange regelmäßige Behandlungen.

## Technik
Für die Operation ist eine Narkose erforderlich.
Der bereits früher als Sympathektomie oder Splanchektomie, etwa zur Behandlung des Bluthochdrucks, durchgeführte transthorakale Eingriff erfolgt heute minimalinvasiv mit speziellen endoskopischen Instrumenten über einen oder mehrere kleine Einschnitte in der Achselhöhle und dauert auf beiden Körperseiten in der Regel nicht länger als 30 Minuten.
Im Brustraum werden ein oder mehrere der entlang der Wirbelkörper gelegenen Nervenganglien, die die Schweißdrüsen anregen, mit unterschiedlichen Techniken durchtrennt oder unterbrochen. Die Unterbrechung mit Klammern wird in der Regel empfohlen, da die Operation so reversibel, also wieder umkehrbar bleibt. Dies wird sinnvoll, wenn das immer auftretende kompensatorische Schwitzen sich noch nachteiliger auswirkt als das eigentliche Schwitzen zuvor.
Der Patient kann nach einer ETS in der Regel nach wenigen Tagen das Krankenhaus verlassen.
Die ETS wird in Deutschland von den gesetzlichen Krankenkassen gezahlt (Kontaktaufnahme des Patienten mit der Krankenkasse vor einer geplanten OP zwecks Klärung der Kostenübernahme ist erforderlich).

## Komplikationen
- Das Horner-Syndrom nach irrtümlicher Verletzung des  Ganglion stellatum führt zu einer einseitigen Gesichtsasymmetrie mit hängendem Augenlid.
- Nach einer VATS (Video Assisted Thoracic Surgery) ist in der Regel die vorübergehende Einlage einer Thoraxdrainage erforderlich, um die Lunge wieder vollständig zu entfalten. Im Ausnahmefall kann darauf verzichtet werden.
- Recurrensparese (Stimmbandlähmung wegen Schädigung des Recurrensnerven zur Stimmlippe mit Heiserkeit), Pleuraerguss.

## Mögliche Folgen
Es kommt häufig zum so genannten kompensatorischen Schwitzen.
Das kompensatorische Schwitzen meint die Absonderung des Körperschweißes in anderen Körperregionen. Häufig tritt das kompensatorische Schwitzen nach einer ETS großflächig am Rücken, Bauch, Gesäß, den Oberschenkeln oder den Füßen auf. Selten kann es zum Harlequin-Syndrom kommen.